# HDC-3100型巡防艦
馬爾瓦級巡防艦 (英語：Miguel Malvar-class frigate)，之前稱為HDC-3100型巡防艦 (英語：HDC-3100-class Corvette)，為菲律賓海軍在2016年向韓國現代重工訂購的護衛艦，該級艦是大邱級巡防艦的縮小版設計。
菲律宾海军预计将獲得两艘新的巡防艦，这两艘巡防艦是根据修订后的AFP现代化计划“地平线”-2阶段采购项目获得的，涵盖2018至2022年。
菲律宾国防部(DND)于2021年12月28日与韩国造船企业现代重工(Hyundai Heavy Industries)签署了一份合同，现代重工将交付其大邱級巡防艦的变体。
建造工作在2023年5月11日的钢材切割仪式上正式开始（原定于2022年开始建造），第二艘轻型护卫舰的仪式于2023年11月22日举行。

## 研发设计

### 概念设计
菲律宾海军计划采购 2 艘新型导弹护卫舰，作为“地平线2”现代化改造阶段的一部分，菲律宾总统罗德里戈·杜特尔特于 2018 年 6 月原则上批准了这项预算为 280 亿菲律宾比索（约合 5.5 亿美元）的提案。
在采购前的开发阶段，负责该项目的技术工作组（TWG）将菲律宾海军的最新战舰何塞·黎剎級巡防艦作为新轻型护卫舰的基线，并将根据2016年至2020年上述护卫舰开发和建造过程中的经验教训进行改进。
根据公开信息，新护卫舰的大小与何塞·黎剎級巡防艦大致相似，但传感器和武器方面将有所改进。
据信，传感器包括以下内容：
- 与何塞·黎剎級护卫舰上安装的系统相比，改进了战斗管理系统（CMS）
- AESA 3D 对空/对地搜索雷达系统，与何塞·黎剎級护卫舰上的非 AESA 系统相比有所改进
- 辅助水面搜索/导航雷达系统；
- 火控雷達 (FCR)
- 电子光学跟踪系统（EOTS）
- 雷达电子支持措施（R-ESM）系统；
- 船体安装声纳 (HMS)
- 牵引阵列声纳（TAS），该系统将在交付时安装，而不是何塞·黎剎級护卫舰上的“已安装但未配备”（FFBNW）子系统

武器系统包含以下内容:
- 一门奧托梅萊拉76公釐艦炮，为与其他现有舰艇通用而沿用；
- 一门或两门 30 毫米副舰炮：拉斐爾颱風武器站或 BAE系统公司的Mk44巨蝮二式鏈炮，或 Aselsan SMASH，或30毫米DS30M Mk2 小口徑機炮，所有这些武器系都已在菲律宾海军服役；
- 近迫武器系統 (CIWS)；
- 至少四挺手动操作的 12.7 毫米重机枪；
- 两个四联装中程反舰导弹发射器；
- 一个 16 单元垂直发射系统（VLS），用于发射中短程地对空导弹；
- 两个三联装轻型反潜鱼雷发射器。

该项目分为两个标段。第 1 批拨款 250 亿菲律宾比索，用于采购轻型护卫舰和武器系统；第 2 批拨款 30 亿菲律宾比索，用于采购舰艇弹药。

## 同型艦
| 舷號       | 项目编号 | 艦名                            | 建造廠   | 開工           | 下水          | 服役          | 現狀 |
| ---------- | -------- | ------------------------------- | -------- | -------------- | ------------- | ------------- | ---- |
| FFG-06     | P170     | 馬爾瓦號 BRP Miguel Malvar      | 現代重工 | 2023年5月11    | 2024年6月18日 | 2025年5月20日 |      |
| FFG-07     | P171     | 迪亞哥．西朗號 BRP Diego Silang | 現代重工 | 2023年11月22日 | 2025年3月27日 | TBC           |      |
| 資料來源： |          |                                 |          |                |               |               |      |

## 圖集

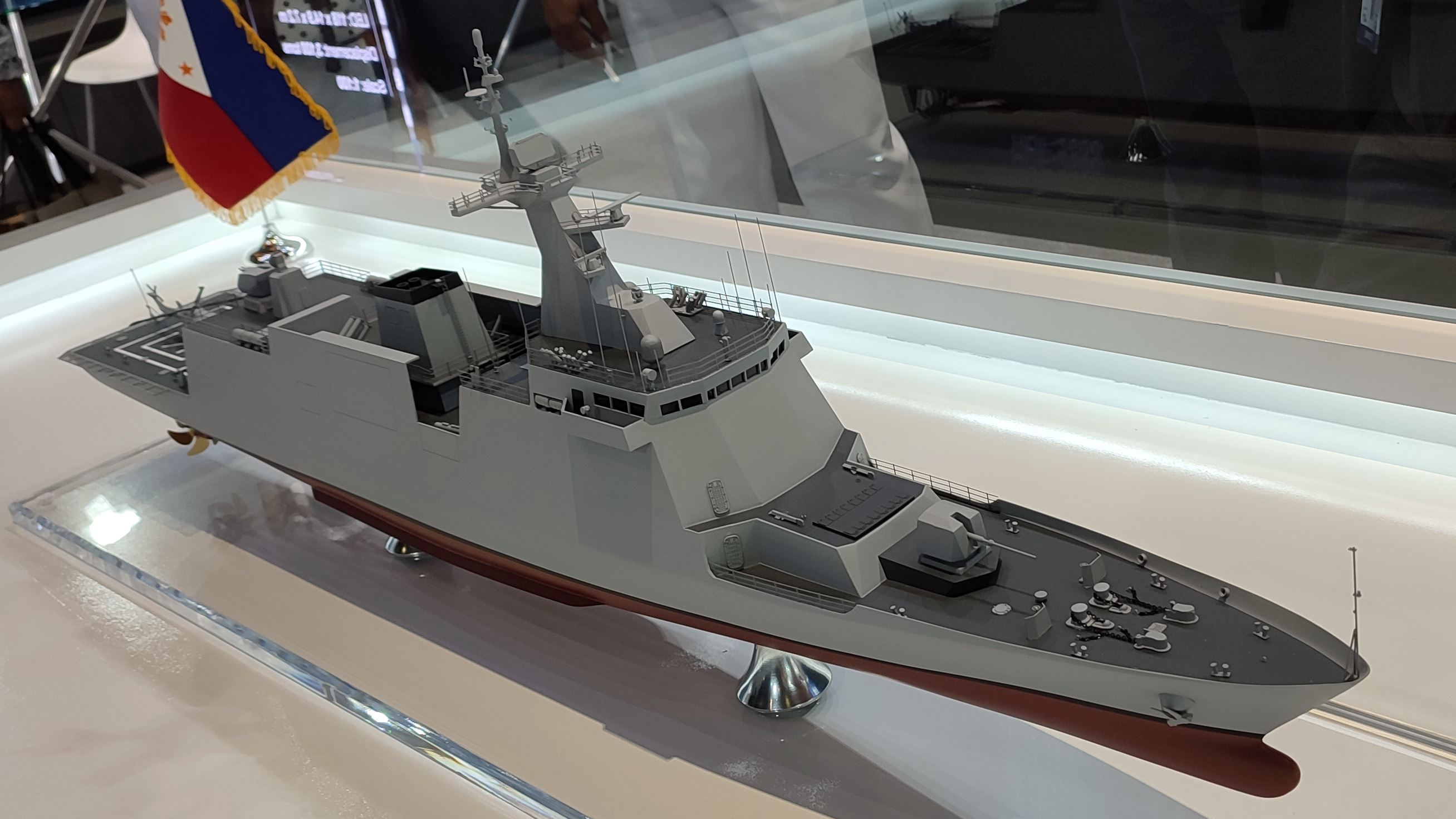
HDC-3100型巡防艦正面模型
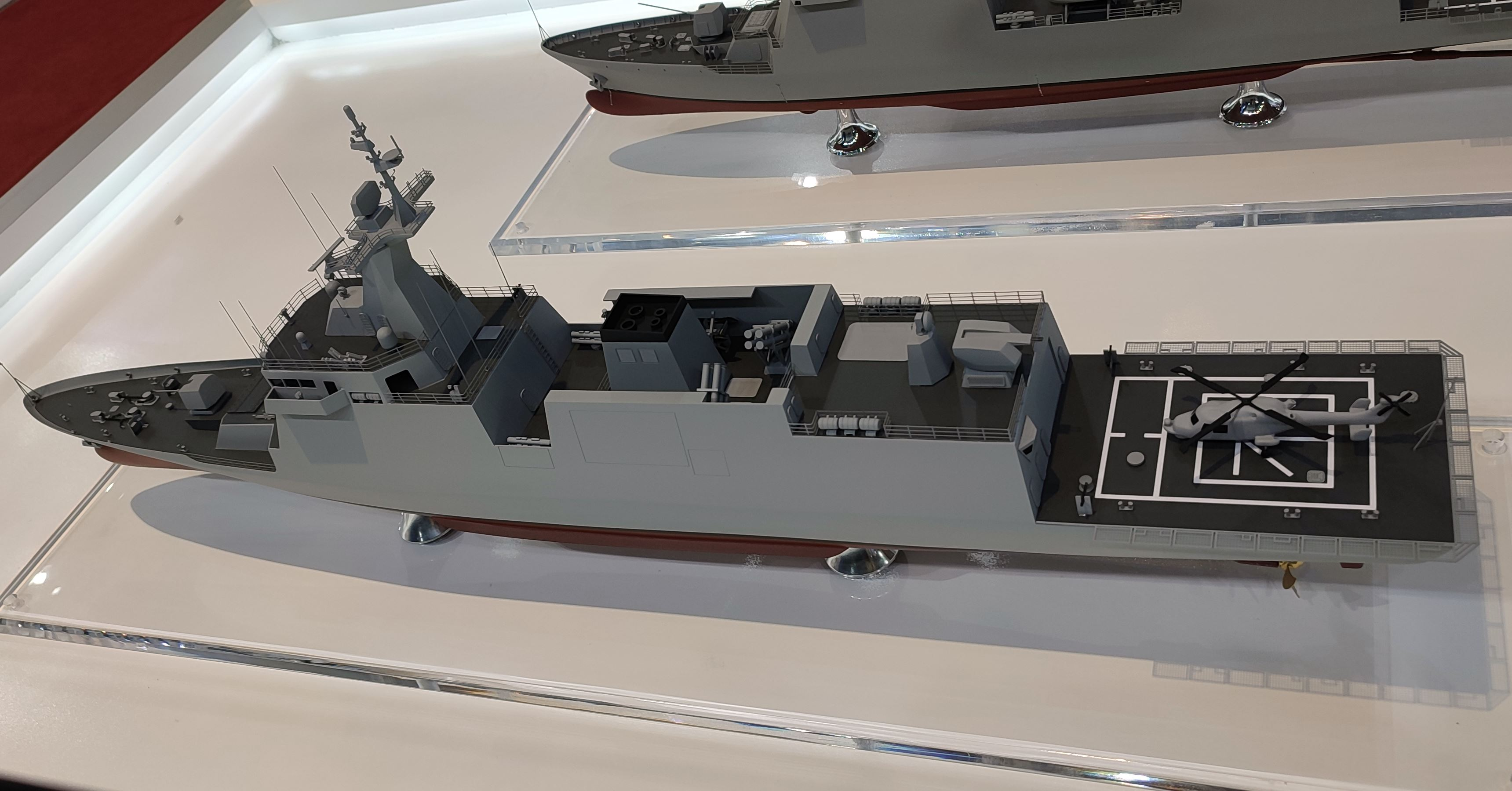
HDC-3100型巡防側後面模型

### 相關
- 菲律賓軍事
- 菲律賓海軍
- 大邱級巡防艦 大韓民國
- 轻型級巡防艦

### 東協新世代巡防艦
- 蒲美蓬·阿杜德級巡防艦 泰國
- 拉登·艾迪·瑪爾塔迪納塔級巡防艦 印度尼西亞
- 江喜陀級巡防艦 緬甸
- 馬哈拉惹里拉級巡防艦 马来西亚
- 何塞·黎剎級巡防艦 菲律賓
- 可畏級巡防艦 新加坡
- 獵豹級巡防艦 越南

## 資料來源
1. 1 2 3 4  . Philippine Defense Resource. 17 August 2019  [2022-08-28]. （原始内容存档于2022-04-28）.
2. ↑  . MaxDefense Philippines. 2021-08-09  [2022-05-24]. （原始内容存档于2022-08-30）.
3. 1 2 3  . Inquirer.net. 2023-5-27  [17 May 2023]. （原始内容存档于17 May 2023）.
4. ↑  Nepomuceno, Priam. . 菲律宾通讯社. 2023 年 1 月 18 日  [17 May 2023]. （原始内容存档于17 May 2023）.
5. 1 2 3  . Naval News. 2023年11月22日  [2023年11月22日]. （原始内容存档于2023年11月22日）.
6. 1 2 3 4  【影】菲國首艘「馬爾瓦級」巡防艦進駐蘇比克灣
7. ↑  . 自由時報. 2025-05-22.
8. ↑  Share; Twitter. . www.pna.gov.ph.   [2019-03-23]. （原始内容存档于2019-03-23）.